# Iglesia del Hospitalet (Sueca)
La iglesia del Hospitalet es un templo católico situado en la calle de San Cristóbal, 24, en el municipio de Sueca. Está catalogado como Bien de Relevancia Local con identificador número 46.21.235-003.

## Historia
Esta capilla se edificó en el siglo en el siglo XVIII y es el único resto que queda del hospital que se encontraba situado en la calle Mare de Déu, muy cercana. Una placa en su interior indica que se construyó gracias a los donativos del vecindario.
En estos terrenos se encontraba desde principios del siglo XVI un hospital con una ermita adjunta. En el siglo XVIII se derribaron ambos edificios y en 1743 se edificó la capilla actual. Del hospital que le estaba adjunto no queda nada: en 1846 sus dependencias se trasladaron al convento de Franciscanos y el edificio tuvo diversos usos -cuartel de la Guardia Civil, de bomberos, escuela, biblioteca municipal y sala de exposición- siendo posteriormente derruido.
En 1883 se restauró en profundidad.

## Descripción
Es de estilo barroco. Su interior está decorado al estilo de la época de su construcción, con pan de oro y mármoles de colores.
Se encuentra totalmente adosada a viviendas tanto por sus lados como en su parte posterior. La fachada está dividida en tres cuerpos por pilastras corintias que soportan un entablamiento cortado en su centro, espacio en que aparece un óculo mixtilíneo igual a los que ocupan los dos cuerpos laterales. Bajo el óculo del cuerpo central se encuentra un panel con una cruz de piedra decorada. La fachada se remata con un frontón semicircular sobre el que se encuentra la espadaña con campana y veleta. La cornisa está decorada con cuatro jarrones piramidales.
El interior presenta una única nave, rectangular, cubierta con bóveda de cañón con lunetos, con excepción del presbiterio, donde la bóveda es de cuarto de esfera. Sobre el crucero se levanta una cúpula sobre pechinas decoradas con motivos alusivos a la Pasión.
El coro se encuentra a los pies y el edificio también tiene capillas laterales con imaginería y lienzos, situadas entre los contrafuertes. La imagen titular del templo - el Cristo del Hospitalet o Cristo de la Sangre- se venera bajo un templete en el presbiterio.